# قوه مقننه جمهوری اسلامی ایران
قوّه مقننه جمهوری اسلامی ایران یکی از سه قوّه نظام جمهوری اسلامی ایران می‌باشد که بر طبق قانون اساسی وظیفه تقنین و نظارت را برعهده دارد. این قوه از دو رکن اصلی یعنی مجلس شورای اسلامی و شورای نگهبان تشکیل شده است.

## ارکان
- مجلس شورای اسلامی که در آن نمایندگان مجلس، قوانین گوناگون را تهیّه و تصویب می‌کنند. اعضای مجلس شورای اسلامی هر چهار سال یک بار انتخاب می‌شوند. رئیس مجلس در حال حاضر محمدباقر قالیباف است.[۲]
- شورای نگهبان که کار نظارت بر مصوبات مجلس شورای اسلامی و انطباق آن‌ها با قانون اساسی و شرع را بر عهده دارد. این شورا مرکب از ۱۲ نفراست. ۶ نفر فقیه که از سوی رهبر جمهوری اسلامی انتخاب شدند و ۶ نفر حقوقدان که از طرف رئیس قوّه قضاییه به مجلس معرفی می‌شوند. تفسیر قانون اساسی جمهوری اسلامی ایران و تأیید انطباق مصوّبات مجلس با رأی سه‌چهارم فقیهان این شورا صورت می‌گیرد.[۳]
- مجمع تشخیص مصلحت نظام که اصلی‌ترین وظیفه‌اش حل اختلاف میان مجلس شورای اسلامی و شورای نگهبان است و در صورت پافشاری مجلس بر قانون ردشده از سوی شورای نگهبان وارد عمل شده و با انجام اصلاحاتی در قانون آن را تأیید و تصویب می‌کند. اعضای حقیقی این مجمع منصوب رهبری جمهوری اسلامی ایران می‌باشند.